# دونا اسمیت
دونا اسمیت (انگلیسی: Donna Smith؛ زادهٔ ۱۷ ژانویهٔ ۱۹۶۷) بازیکن سابق فوتبال اهل انگلستان است که در پست دفاع بازی کرد.
وی در تیم ملی فوتبال زنان انگلستان بازی کرده است که در فینال جام جهانی فوتبال زنان ۱۹۹۵ جزء ترکیب تیم  ملی بود.